# Ennio
Quinto Ennio (en latín, Quintus Ennius; Rudiae, 239 a. C.-Roma, 169 a. C.) fue un dramaturgo y poeta épico latino.

## Biografía
Nació en Rudiae, una región de la Magna Grecia italiana cerca de Lupiae, correspondiente a la actual ciudad de Lecce. Era trilingüe, dominaba tanto el latín y el osco como el griego. Formado en la cultura helénica, Marco Porcio Catón lo llamó a Roma en el 204 a. C. cuando el poeta estaba en Cerdeña haciendo el servicio militar. En Roma enseñó griego y entró en el círculo de Escipión el Africano; también trató a Marco Fulvio Nobilior. Ambos personajes eran muy influyentes y los fue introduciendo en la cultura griega, aunque siempre procuró adaptarla al gusto romano en las obras que publicó e incluso se conservan dos piezas dramáticas de temática puramente romana: Sabinae y Ambricia, así como la comedia Caupuncula. También se quiso hacer pasar por original su creación de Sátiras, género que parecía nuevo en la tradición romana pero que tiene sus precedentes en las invectivas de los poetas yambógrafos griegos y las sátiras menipeas griegas.

## Obra
Compuso una veintena de tragedias inspiradas en Eurípides. El conjunto de su obra tuvo una gran importancia en la consolidación de la poesía nacional romana e influyó notablemente sobre poetas como Lucrecio y Virgilio. Se considera habitualmente a Ennio como el primer gran poeta épico romano por sus Annales donde recoge en 18 libros de hexámetros la historia de Roma hasta su época; de esta magna obra sólo restan fragmentos. El papel de Ennio fue fundamental al sustituir el anticuado verso nacional, el saturnio, por el hexámetro dactílico de origen griego, en el cultivo de los temas narrativos o épicos: él fue el primero que lo utilizó en Roma. 

## Estilo
En su afán por engrandecer la lengua latina y dotarla de elementos literarios que la hicieran émula del griego, Ennio introduce numerosos préstamos léxicos y recurre a una sinonimia a veces rebuscada. Son comunes otros artificios como la tmesis (Saxo cere comminuit brum, donde se parte en dos la palabra cerebrum) y la aliteración, incluso el parhomoeon (grupos de palabras que empiezan por la misma letra: Macina multa minax minitatur maxima muris; At tuba terribili sonitu taratantara dixit; o el célebre O Tite tute Tati, tibi tanta, tyranne, tulisti!), que a veces resultan efectivos, pero otras veces irritan al lector moderno.